# Daniel Farke
Daniel Farke (* 30. Oktober 1976 in Büren-Steinhausen) ist ein deutscher Fußballtrainer und ehemaliger Fußballspieler.

## Werdegang
Daniel Farke ist der Enkel des Fußballspielers Franz Farke und wuchs im westfälischen Büren auf. Als Jugendlicher spielte er für den SV Steinhausen, den SC Paderborn 07, Borussia Lippstadt und den SV Lippstadt 08. In der Saison 2002/03 wurde Farke im Trikot des SV Lippstadt 08 Torschützenkönig der Oberliga Westfalen und erzielte dabei 36 Tore. Er wechselte daraufhin zum SV Wilhelmshaven, mit dem er sich 2004 für die eingleisige Oberliga Nord qualifizierte und ein Jahr später dort Vizemeister hinter Kickers Emden wurde. Der Stürmer Farke wechselte daraufhin zum Oberligisten Bonner SC, ehe er in der Winterpause der Saison 2005/06 nach Lippstadt zurückkehrte. Am Saisonende zog Farke zum Oberligisten SV Meppen weiter, bevor er nach einigen Monaten ohne Verein ein weiteres Mal zum SV Lippstadt 08 zurückkehrte, der in dieser Saison in die Westfalenliga abstieg.
Daraufhin beendete er seine aktive Karriere als Spieler und wurde in Lippstadt zunächst Sportdirektor. Im Sommer 2009 wurde er als Nachfolger von Holger Wortmann Trainer des SV Lippstadt 08. Mit zwei aufeinanderfolgenden Meisterschaften führte Farke die Lippstädter im Jahre 2013 in die Regionalliga West, ehe ein Jahr später der Abstieg in die Oberliga Westfalen folgte. Nachdem der Wiederaufstieg misslang, löste er seinen Vertrag mit dem SV Lippstadt auf. Im Herbst 2015 übernahm Farke die zweite Mannschaft von Borussia Dortmund und führte diese in der Saison 2016/17 zur Vizemeisterschaft der Regionalliga West hinter dem FC Viktoria Köln.
Farke übernahm zur Saison 2017/18 den englischen Zweitligisten Norwich City. In seiner zweiten Spielzeit gelang ihm mit der Mannschaft der Aufstieg in die Premier League, aus der der Verein nach der Saison 2019/20 wieder abstieg. In der  Saison 2020/21 gelang ihm der direkte Wiederaufstieg. Nach nur zwei Punkten vor dem elften Spieltag der Saison 2021/22 gelang Norwich gegen Mitaufsteiger FC Brentford der erste Sieg. Unmittelbar nach dem Spiel wurde Farke entlassen.
Im Januar 2022 wurde Farke in Russland Trainer des FK Krasnodar, bei dem er einen Kontrakt bis 2024 unterschrieb. Ohne den Klub in einem Pflichtspiel betreut zu haben, löste er seinen Vertrag Anfang März 2022 nach dem Überfall Russlands auf die Ukraine wieder auf.
Zur Saison 2022/23 übernahm Farke als Cheftrainer und Nachfolger von Adi Hütter den deutschen Bundesligisten Borussia Mönchengladbach. Er unterschrieb einen bis zum 30. Juni 2025 laufenden Vertrag. Unter ihm schloss die Mannschaft die Spielzeit mit 43 Punkten auf dem 10. Platz ab, womit die Qualifikation für das internationale Geschäft verpasst wurde. Im DFB-Pokal scheiterte die „Fohlenelf“ in der 2. Hauptrunde am Zweitligisten SV Darmstadt 98. Nach dem Saisonende beendeten der Verein und Farke die Zusammenarbeit.
Im Juli 2023 wurde er zum Cheftrainer des Erstligaabsteigers Leeds United  für vier Jahre ernannt, mit dem er 2025 wieder in die Premier League aufstieg. Nach den Aufstiegen mit Norwich City 2019 und 2021 gelang ihm dies bereits zum dritten Mal, was vor ihm einzig Neil Warnock gelungen war. Zudem errang er am letzten Spieltag auch zum dritten Mal den Meisterschaftstitel in der EFL Championship.

## Titel
- Englischer Zweitligameister und Aufstieg in die Premier League (3): 2019 und 2021 (beide Norwich City),  2025 (Leeds United)

## Privates
Farke hat an der Universität Paderborn Betriebswirtschaftslehre studiert. Sein Sohn Luis Engelns (* 2007) debütierte im Oktober 2024 für den SC Paderborn 07 im deutschen Profifußball.